# (145) Adeona
(145) Adeona – planetoida z pasa głównego asteroid.

## Odkrycie
Została odkryta 3 czerwca 1875 roku w Clinton położonym w hrabstwie Oneida w stanie Nowy Jork przez Christiana Petersa. Nazwa planetoidy pochodzi od Adeony, w mitologii rzymskiej bogini chroniącej dzieci.

## Orbita
(145) Adeona okrąża Słońce w ciągu 4 lat i 136 dni w średniej odległości 2,67 au. Od nazwy tej planetoidy pochodzi nazwa całej rodziny planetoidy Adeona.